# 31231 Uthmann
31231 Uthmann è un asteroide della fascia principale. Scoperto nel 1998, presenta un'orbita caratterizzata da un semiasse maggiore pari a 2,5810580 UA e da un'eccentricità di 0,2301047, inclinata di 9,39744° rispetto all'eclittica.